# Рижково (Боровський район)
Рижково (рос. Рыжково) — присілок в Боровському районі Калузької області Російської Федерації.
Населення становить 1999 осіб. Входить до складу муніципального утворення Муніципальне утворення присілок Сов'яки.

## Історія
До 1944 року населений пункт належав до Московської області. Від 1944 року в складі Калузької області.
Від 2004 року входить до складу муніципального утворення Муніципальне утворення присілок Сов'яки.

## Населення
| 2002 | 2010  |
| ---- | ----- |
| 238  | ↗1999 |